# Agaleptoides mangenoti
Agaleptoides mangenoti é uma espécie de coleóptero da tribo Callichromatini (Cerambycinae), com distribuição apenas na Costa do Marfim.